# Marquesado de Arriluce de Ybarra
El marquesado de Arriluce de Ybarra es un título nobiliario español  por el rey Alfonso XIII en favor de Fernando María de Ybarra y de la Revilla, diputado a Cortes y vicepresidente del Congreso, el 23 de mayo de 1918 por real decreto y el 6 de noviembre del mismo año por real despacho.

## Marqueses de Arriluce de Ybarra
|                           | Titular                                  | Periodo                   |
| Creación por Alfonso XIII | Creación por Alfonso XIII                | Creación por Alfonso XIII |
| ------------------------- | ---------------------------------------- | ------------------------- |
| I                         | Fernando María de Ybarra y de la Revilla | 1918-1936                 |
| II                        | Fernando Luis de Ybarra y López-Dóriga   | 1953-2001                 |
| III                       | María del Carmen de Ybarra y Careaga     | 2003-presente             |

## Historia de los marqueses de Arriluce de Ybarra
La lista de sus titulares es la que sigue:
- Fernando María de Ybarra y de la Revilla[4] (1875-1936), I marqués de Arriluce de Ybarra, diputado a Cortes, vicepresidente del Congreso, caballero de la Orden de Santiago y de la Orden de Malta. Además, se desempeñó como consejero de Altos Hornos de Bilbao y miembro de los de Vizcaya, formó parte de la junta directiva de la Liga Vizcaína de Productores, de Hulleras del Turón y fue vicepresidente de la Sociedad Española de Construcción Naval.

Casó con María de los Ángeles de Oriol y Urigüen. El 5 de junio de 1953 le sucedió su nieto, hijo de Fernando José de Ybarra y Oriol y María Amalia López-Dóriga e Ybarra:
- Fernando Luis de Ybarra y López-Dóriga[5] (1930-2001), II marqués de Arriluce de Ybarra, alcalde de Guecho entre 1964 y 1967, diputado a Cortes, presidente de la Diputación Provincial y la Junta de Abastecimiento de Aguas del Gran Bilbao, director general de Administración Local, subsecretario de Planificación y Desarrollo y presidente de la Comisión de Hacienda de las Cortes, junto con variados desempeños empresariales. Además, ostentó la Gran cruz de Isabel la Católica, la de Alfonso X el Sabio y las del Mérito Civil y Militar.

Casó con María del Carmen Careaga y Salazar, IV condesa del Cadagua. El 1 de abril de 2003 le sucedió su hija:
- María del Carmen de Ybarra y Careaga, III marquesa de Arriluce de Ybarra.